# 潭州路
潭州路，元朝的路。
至元十四年（1277年）升潭州置，治所在长沙县、善化县（今湖南省长沙市）。辖境相当今湖南省安化、涟源、双峰等市县以东，衡东、攸县以北和益阳市、连云山以南地区。初于路建潭州行省，至元十八年徙行省于鄂州（治所在今湖北省武汉市武昌区），遂移湖南道宣慰司治此。天历二年（1329年），改为天临路。至正二十四年（1364年）再改為潭州府。